# Viola shikokiana
Viola shikokiana är en violväxtart som beskrevs av Tomitaro Makino. Viola shikokiana ingår i släktet violer, och familjen violväxter. Inga underarter finns listade i Catalogue of Life.